# Ilisia asymmetrica
Ilisia asymmetrica är en tvåvingeart som först beskrevs av Alexander 1913.  Ilisia asymmetrica ingår i släktet Ilisia och familjen småharkrankar. Inga underarter finns listade i Catalogue of Life.